# Hidayet Türkoğlu
Hidayet Türkoğlu, detto Hedo (Istanbul, 19 marzo 1979), è un dirigente sportivo, politico ed ex cestista turco, presidente della TBF.

## Biografia
Türkoğlu è nato a Istanbul da genitori bosgnacchi nati Sjenica in Serbia e conosce la lingua serba.

## Caratteristiche tecniche
Alto 208 cm per 100 kg, è stato il primo giocatore nato in Turchia a giocare nell'NBA. Giocatore molto versatile, ha cambiato quattro ruoli nella sua carriera, da guardia a ala grande.

## Carriera

### NBA

#### Sacramento e San Antonio
Prima di giocare in NBA, Hidayet menzionò Kobe Bryant, Grant Hill, Scottie Pippen, Allan Houston e Latrell Sprewell come suoi giocatori preferiti. Venne chiamato con la 16ª scelta dai Sacramento Kings nel primo giro del draft NBA del 2000 mentre giocava nell'Efes Pilsen, uno dei principali club turchi.
Nella sua stagione da rookie fu un serio candidato per il premio di sesto uomo dell'anno in NBA dopo aver realizzato in media 10,1 punti, 4,5 rimbalzi, e 2,0 assist a partita partendeo dalla panchina. Il suo soprannome è anche ispirato a un menu del Burger King chiamato Hido Menu in Turchia durante il suo primo anno in NBA.
Nel 2003 venne girato ai San Antonio Spurs in un affare che coinvolse tre squadre e cinque giocatori: gli Indiana Pacers acquistarono Scot Pollard dai Sacramento Kings e Danny Ferry dai San Antonio Spurs; da Indianapolis partirono Brad Miller (ai Kings) e Ron Mercer (agli Spurs); lo scambio fu completato dal passaggio dello stesso Türkoğlu agli speroni texani.

#### La crescita agli Orlando Magic
Nel 2004 firmò, dopo essere diventato free agent, con gli Orlando Magic.
Nella stagione 2007-08 Türkoğlu gioca tutte le 82 partite della regular season realizzando le migliori medie stagionali con 19,5 punti, 5,7 rimbalzi e 5,0 assist a partita. I Magic, grazie a lui, Dwight Howard e Rashard Lewis vinsero la NBA Southeast Division con un record del 63,4%. Al termine della stagione regolare riceve, a conferma dei grandissimi progressi, il premio come giocatore maggiormente migliorato, distanziando Rudy Gay e LaMarcus Aldridge.
L'anno successivo si segnala come uno dei migliori marcatori della sua squadra nonostante un calo nelle statistiche di gara. Dopo una stagione considerata da alcuni non eccelsa, Hedo si riscatta durante i play-off, durante i quali sarà uno dei grandi trascinatori del suo team che giungerà alla finale NBA dopo 14 anni di assenza, venendo poi sconfitti dai Los Angeles Lakers.

#### Il passaggio a Toronto e Phoenix, e il ritorno ad Orlando
Nel luglio 2009 passa ai Toronto Raptors. In questa squadra non riuscirà a tornare ai livelli delle stagioni in Florida. Arriverà anzi a manifestare il suo desiderio di lasciare Toronto. Nel luglio 2010 passa ai Phoenix Suns. Nel dicembre 2010 ritorna agli Orlando Magic, nello scambio che porta in Florida Jason Richardson e Earl Clark, in cambio di Vince Carter, Mickaël Piétrus e Marcin Gortat.
Nel febbraio 2013 viene squalificato dalla NBA per 20 partite perché positivo al metenolone.

#### Los Angeles Clippers
Il 16 gennaio 2014 viene messo sotto contratto dai Los Angeles Clippers fino al termine della stagione.
Il 12 settembre dello stesso anno rifirma per un altro anno coi Clippers.
A fine stagione dopo aver disputato 62 partite (di cui 2 da titolare) in regular season e 5 nei playoffs (tutte da subentrato) rimane svincolato e il 13 novembre 2015, dopo non avere trovato una nuova squadra, decide di ritirarsi dall'attività agonistica.

### Nazionale
Ha fatto parte della rappresentativa turca a ogni livello ma ha declinato la convocazione per il Campionato mondiale maschile di pallacanestro 2006. Giocherà successivamente con la selezione turca in altre competizioni, per poi ritirarsi definitivamente dalla nazionale nel marzo 2014. Ha ottenuto due medaglie d'argento con la Turchia a Eurobasket 2001 e ai Mondiali 2010, perdendo in finale rispettivamente contro Jugoslavia e Stati Uniti.

## Dopo il ritiro

### Carriera da dirigente e politica
Il 16 novembre 2015 diventa CEO della Federazione cestistica della Turchia.
Il 16 marzo 2016 diventa consigliere politico del Presidente della Turchia Recep Tayyip Erdoğan.
Il 26 ottobre 2016 diventa presidente della TBF.
Nel gennaio 2019 ha avuto un diverbio via social con il cestista e oppositore di Erdoğan Enes Kanter che dopo essere stato accusato da Türkoğlu di dire falsità e di minare i rapporti tra Inghilterra e Turchia (in quel caso Kanter non voleva andare a Londra per i Global Games per evitare di essere ucciso da spie turche) e a cui Kanter ha replicato definendo Türkoğlu il "cagnolino di Erdoğan".

## Statistiche

### NBA

#### Regular season
| Anno      | Squadra           | PG  | PT  | MP   | TC%  | 3P%  | TL%  | RP  | AP  | PRP | SP  | PP   |
| --------- | ----------------- | --- | --- | ---- | ---- | ---- | ---- | --- | --- | --- | --- | ---- |
| 2000-2001 | Sacramento Kings  | 74  | 7   | 16,8 | 41,2 | 32,6 | 77,7 | 2,8 | 0,9 | 0,7 | 0,3 | 5,3  |
| 2001-2002 | Sacramento Kings  | 80  | 10  | 24,6 | 42,2 | 36,8 | 72,6 | 4,5 | 2,0 | 0,7 | 0,4 | 10,1 |
| 2002-2003 | Sacramento Kings  | 67  | 11  | 17,5 | 42,2 | 37,2 | 80,0 | 2,8 | 1,3 | 0,4 | 0,2 | 6,7  |
| 2003-2004 | San Antonio Spurs | 80  | 44  | 25,9 | 40,6 | 41,9 | 70,8 | 4,5 | 1,9 | 1,0 | 0,4 | 9,2  |
| 2004-2005 | Orlando Magic     | 67  | 11  | 26,2 | 41,9 | 38,0 | 83,6 | 3,5 | 2,3 | 0,6 | 0,3 | 14,0 |
| 2005-2006 | Orlando Magic     | 78  | 59  | 33,5 | 45,4 | 40,3 | 86,1 | 4,3 | 2,8 | 0,9 | 0,3 | 14,9 |
| 2006-2007 | Orlando Magic     | 73  | 73  | 31,1 | 41,9 | 38,8 | 78,1 | 4,0 | 3,2 | 1,0 | 0,2 | 13,3 |
| 2007-2008 | Orlando Magic     | 82  | 82  | 36,9 | 45,6 | 40,0 | 82,9 | 5,7 | 5,0 | 0,9 | 0,3 | 19,5 |
| 2008-2009 | Orlando Magic     | 77  | 77  | 36,6 | 41,3 | 35,6 | 80,7 | 5,3 | 4,9 | 0,8 | 0,2 | 16,8 |
| 2009-2010 | Toronto Raptors   | 74  | 69  | 30,7 | 40,9 | 37,4 | 77,4 | 4,6 | 4,1 | 0,7 | 0,4 | 11,3 |
| 2010-2011 | Phoenix Suns      | 25  | 16  | 25,2 | 44,0 | 42,3 | 72,2 | 4,0 | 2,3 | 0,7 | 0,6 | 9,5  |
| 2010-2011 | Orlando Magic     | 56  | 56  | 33,9 | 44,8 | 40,4 | 66,7 | 4,6 | 5,1 | 0,9 | 0,4 | 11,4 |
| 2011-2012 | Orlando Magic     | 53  | 53  | 31,2 | 41,5 | 35,3 | 70,5 | 3,8 | 4,4 | 0,8 | 0,3 | 10,9 |
| 2012-2013 | Orlando Magic     | 11  | 1   | 17,2 | 26,4 | 4,2  | 50,0 | 2,4 | 2,1 | 0,6 | 0,1 | 2,9  |
| 2013-2014 | L.A. Clippers     | 38  | 0   | 10,3 | 38,5 | 44,0 | 50,0 | 2,3 | 0,9 | 0,5 | 0,3 | 3,0  |
| 2014-2015 | L.A. Clippers     | 62  | 2   | 11,4 | 44,1 | 43,2 | 54,5 | 1,6 | 0,6 | 0,3 | 0,1 | 3,7  |
| Carriera  | Carriera          | 997 | 571 | 26,8 | 42,6 | 38,4 | 78,4 | 4,0 | 2,8 | 0,8 | 0,3 | 11,1 |

#### Play-off
| Anno     | Squadra           | PG | PT | MP   | TC%  | 3P%  | TL%   | RP  | AP  | PRP | SP  | PP   |
| -------- | ----------------- | -- | -- | ---- | ---- | ---- | ----- | --- | --- | --- | --- | ---- |
| 2001     | Sacramento Kings  | 8  | 0  | 17,6 | 43,5 | 57,1 | 100,0 | 3,5 | 1,4 | 0,4 | 0,1 | 7,5  |
| 2002     | Sacramento Kings  | 16 | 8  | 27,7 | 40,1 | 35,3 | 51,6  | 5,2 | 1,4 | 0,4 | 0,6 | 8,6  |
| 2003     | Sacramento Kings  | 10 | 5  | 17,4 | 36,0 | 28,6 | 72,2  | 2,9 | 1,4 | 1,2 | 0,5 | 5,3  |
| 2004     | San Antonio Spurs | 10 | 10 | 27,1 | 32,1 | 33,3 | 61,1  | 4,5 | 1,5 | 0,9 | 0,1 | 7,7  |
| 2007     | Orlando Magic     | 4  | 4  | 39,0 | 50,0 | 33,3 | 50,0  | 3,3 | 3,5 | 1,3 | 1,0 | 13,8 |
| 2008     | Orlando Magic     | 10 | 10 | 39,9 | 44,7 | 28,6 | 84,8  | 6,4 | 5,5 | 0,8 | 0,2 | 17,5 |
| 2009     | Orlando Magic     | 24 | 24 | 38,9 | 42,7 | 38,6 | 81,7  | 4,5 | 4,8 | 0,8 | 0,2 | 15,8 |
| 2011     | Orlando Magic     | 6  | 6  | 34,8 | 29,4 | 23,3 | 57,1  | 3,2 | 3,7 | 1,3 | 0,2 | 9,2  |
| 2012     | Orlando Magic     | 5  | 5  | 32,4 | 36,6 | 41,7 | 63,6  | 2,8 | 2,4 | 1,0 | 0,8 | 8,4  |
| 2014     | L.A. Clippers     | 5  | 0  | 8,2  | 46,2 | 40,0 | 0,0   | 1,0 | 0,2 | 0,6 | 0,0 | 3,2  |
| Carriera | Carriera          | 98 | 72 | 29,9 | 40,6 | 35,0 | 75,1  | 4,2 | 2,9 | 0,8 | 0,3 | 10,7 |

### Massimi in carriera
- Punti: 39 vs Washington Wizards (19 marzo 2008)[19]
- Rimbalzi: 19 vs Chicago Bulls (11 aprile 2010)
- Assist: 17 vs Dallas Mavericks (1 agosto 2011)
- Palle rubate: 5 (3 volte)
- Stoppate: 3 (8 volte)

## Palmarès

### Squadra
- Campionato turco: 1

Efes Pilsen: 1996-97

### Individuale
- NBA All-Rookie Second Team (2001)
- NBA Most Improved Player (2008)
- Membro del quintetto ideale ai Mondiali di Basket 2010